# Torre del Mar
Torre del Mar aan de Costa del Sol in Spanje is een badplaats in de gemeente Vélez-Málaga, provincie Málaga. De plaats telt circa 20.000 inwoners.
Langs de zee loopt een vier kilometer lange boulevard en er zijn meerdere stranden. De belangrijkste bron van inkomsten is het toerisme. Elk jaar vindt er in de maand juli een muziekfestival plaats waar tienduizenden mensen vanuit het hele land op af komen, ook de jaarlijkse vliegshow 'Festival Aereo Internacional Torre del Mar' trekt veel bezoekers.

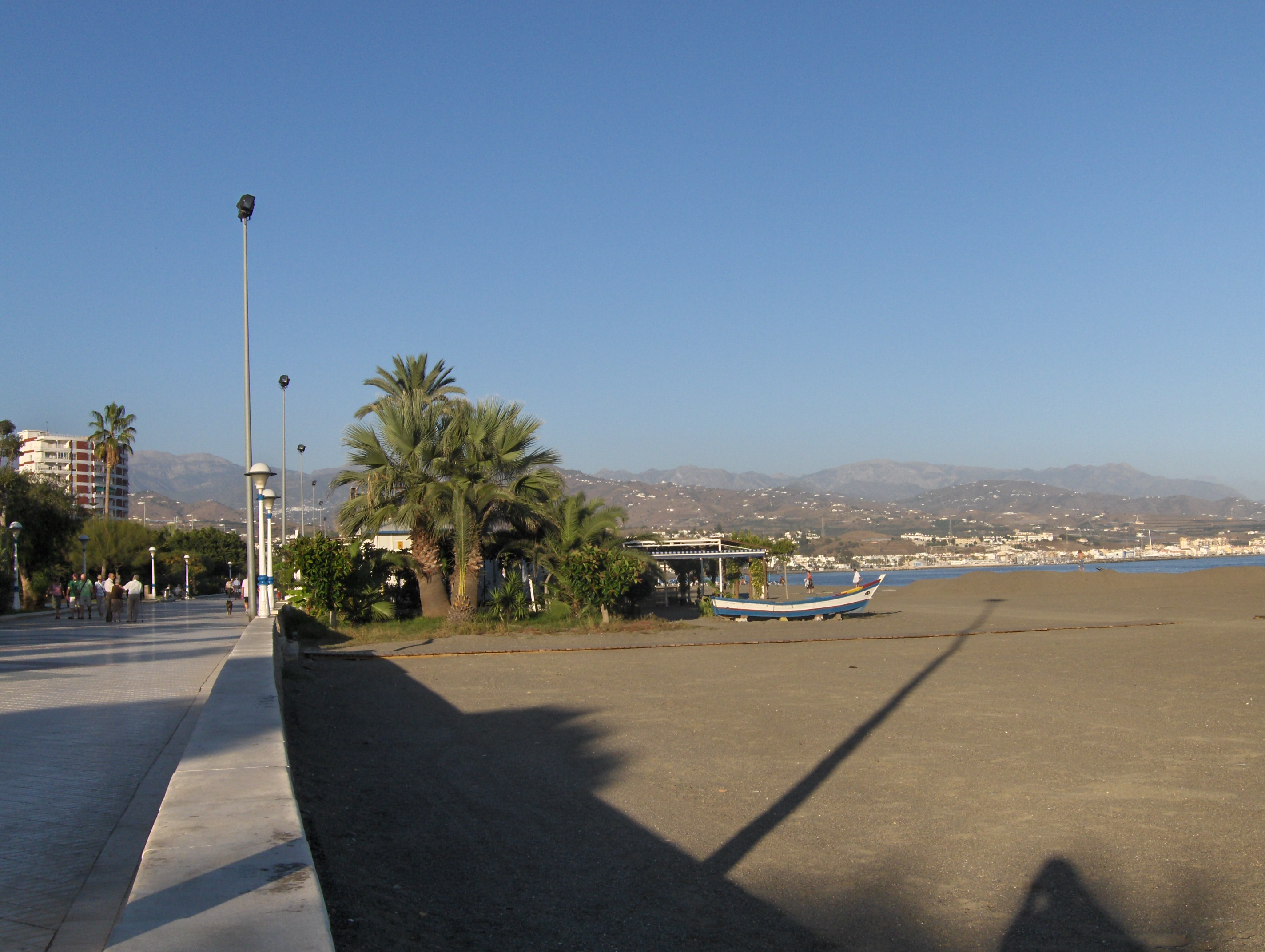
Strand
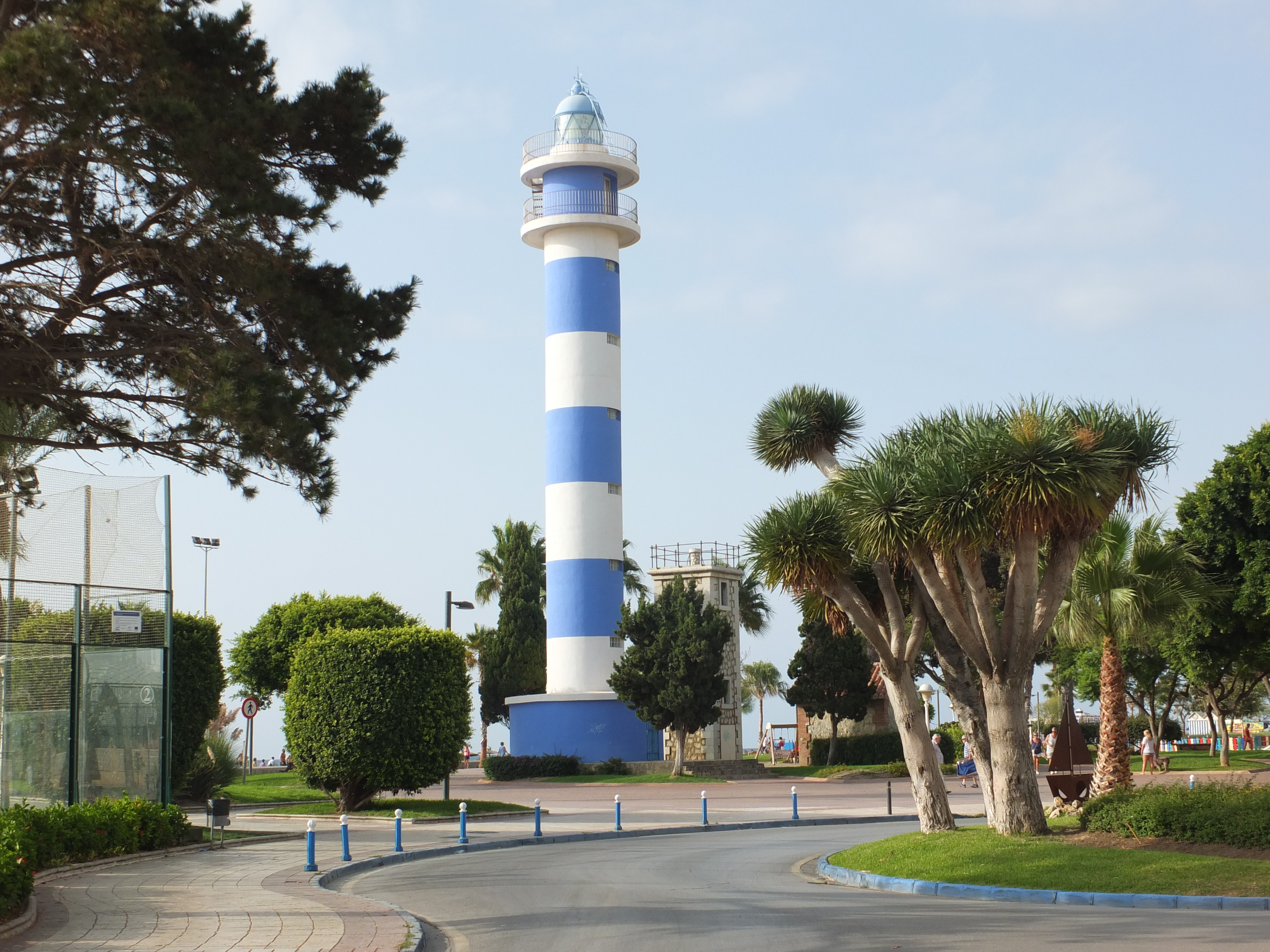
Vuurtoren